# Liste der Naturdenkmale in Alsheim
Die Liste der Naturdenkmale in Alsheim nennt die im Gemeindegebiet von Alsheim ausgewiesenen Naturdenkmale (Stand 17. Februar 2024).

## Naturdenkmale
| Nr.         | Bezeichnung                              | Lage                                         | Beschreibung                                                                 | Bild            |
| ----------- | ---------------------------------------- | -------------------------------------------- | ---------------------------------------------------------------------------- | --------------- |
| ND-7331-382 | Eiche am evangelischen Pfarrhaus         | Mehlpfortstraße, bei Nr. 5 Lage              | Quercus sp.                                                                  | Fotos hochladen |
| ND-7331-445 | Hohlweg und Böschungsflächen Pitschgrund | südwestlich des Ortes; Flur Pitschgrund Lage | flächenhaftes Naturdenkmal, ca. 0,3 ha; Hohlweg mit Trockenrasengesellschaft | Fotos hochladen |